# Bernard Roche
Pour les articles homonymes, voir Roche (homonymie).
Bernard Roche, né le 2 novembre 1974 à Marseille, est un rameur d'aviron français.

## Palmarès

### Championnats du monde
- 1997 à Aiguebelette-le-Lac
  -  Médaille d'or en quatre avec barreur[2]
- 2000 à Zagreb
  -  Médaille de bronze en deux avec barreur[3]
- 2024 à Hawaï
  - Participation (en individuel et en équipe) aux Championnats du Monde de pirogue